# Zanina
Zanina è un comune rurale del Mali facente parte del circondario di Koutiala, nella regione di Sikasso.
Il comune è composto da 3 nuclei abitati:
- Baramana
- Debela
- Songuela (centro principale)